# Maria Vasiljevna Rerich
Maria Vasiljevna Rerich, rozená Kalašniková (10. března 1844, Ostrov, Pskovská gubernie, Ruské impérium – 23. června 1927, Leningrad, Sovětský svaz), byla matkou Nikolaje Konstantinoviče Rericha.

## Životopis
Narodila se v ostrovské obchodnické rodině Vasilije Ivanoviče a Taťány Ivanovny Kalašnikových. Krátce po narození její otec v roce 1848 zemřel, pravděpodobně v důsledku epidemie cholery. Matka se vdala podruhé, za rolníka Pavla Korkunova, a v roce 1856 porodila Marii bratra Alexandra – budoucího kmotra Nikolaje Rericha. Později Taťána ovdověla podruhé, ale Marie nezůstala bez věna – po smrti svého dědečka, Ivana Jakovleviče Kalašnikova a jeho manželky Agrippiny se stala v roce 1860 dědicem jejich majetku. To bylo nedlouho před její svatbou.
V lednu 1860 přijel do Ostrova první vlak po nově budované železniční trati Petrohrad – Varšava. Tak se Marie seznámila s kreslířem Správy Ruských železnic Konstantinem Rerichem. Oddáni byli 16. října 1860 v ostrovském městském Chrámu Nejsvětější Trojice.
Po svatbě byl majetek Marie Vasiljevny, který byl s ohledem na její nezletilost v péči Ostrovského sirotčího dvora, předán jejímu manželovi. V únoru roku 1862 se rodina usadila v Petrohradě. Obtíže se správou věna manžel jako zplnomocněný poručník své manželky řešil pronájmem části domu nájemníkům a lado pronajal zemědělcům. V polovině 60. let vedli manželé úspěšný spor o dědictví, z něhož jim plynuly značné příjmy, s tetou Marie Vasiljevny Naděždou Ivanovnou. I tato právní zkušenost se hodila, když – tehdy už hlavní účetní Ruských drah Konstantin Rerich – podal žádost o ukončení pracovního poměru u železnice a od 1. prosince 1867 se stal notářem Petrohradského okresního soudu.
Koncem 60. let se rodina přestěhovala na Univerzitní nábřeží č. 25. Paní domu pocházela z osvícené obchodní rodiny a byla kulturní a vzdělaná žena. Na návštěvy k Rerichovým chodili známí lidé: chemik Dmitrij Ivanovič Mendělejev, historici Konstantin Fjodorovič Golstunskij a Nikolaj Ivanovič Kostomarov, Michail Osipovič Mikešin a další a paní domu dokázala vytvořit srdečnou a přívětivou atmosféru.
Většina starostí Rerichových byla spojena s rodinou a výchovu dětí. Z osobního spisu Konstantina Rericha vypracovaného v dubnu 1863 je zřejmé, že v tuto chvíli se páru už narodil první syn, ale vzhledem k tomu, že o něm neexistuje žádná pozdější zmínka, zemřel zřejmě už v dětství. V roce 1867 se narodila dcera Lydie a pak synové Nikolaj (1847), Vladimir (1882) a Boris (1885). Rodiče vychovávali děti, jak bylo v Petrohradu u městských dětí v té době obvyklé – brali je s sebou do divadla i na koncerty. Rerichovi koupili venkovskou usedlost Izvara, kde měly děti volnost pohybu. Hospodářka vedla denní účetnictví. Mariin bratr A. P. Korkunov (1856–1913, lékař a profesor Tomské univerzity) měl velký vliv na svého mladého synovce Nikolaje. „Zval mne na Sibiř, na Altaj. Slyšel jsem volání dálek a hor – Bělucha, Chan Tengri!“
Po smrti manžela v roce 1900 se Marie Vasiljevna přestěhovala do jejího domu na rohu 16. ulice a Velkého prospektu, kde žila se svými mladšímy syny, později přesídlila do bytu v Kadetské a poslední roky žila s dcerou a zetěm, doktorem A. D. Ozerovým, v ulici Podjačeské.
Zemřela 23. června 1927 a je pochována spolu se svým mužem na Smolenském pravoslavném hřbitově v Petrohradu..